# Monte Jano (Cantabria)
El monte Jano se eleva en la localidad de Soano (Cantabria), y se extiende por el extremo suroeste de esta localidad. Su nombre hace alusión a un dios de las épocas celtorromanas al que se le rendía homenaje en este monte y que es el protagonista de numerosas leyendas del lugar.

## El dios Jano
El dios Jano fue una deidad de doble faz. Se le representa con dos caras asimétricas unidas, una en la parte anterior y otra en la posterior. Una de ellas presenta barba mientras la otra es imberbe. A este dios también se le conoce como el dios de las puertas o el dios de los comienzos, ya que su rostro barbado representa el pasado, y su rostro imberbe representa el futuro. Su fiesta se celebraba el día de Año Nuevo y era conocida como la fiesta de las Januarias. Esta fiesta representaba el pasado en el año que había finalizado y el futuro en el que comenzaba. Dicho tránsito hacia un nuevo año estaba otorgado y presidido siempre por el dios Jano.

## Localidad de Soano
El monte Jano hace referencia a este dios incluso en el nombre de la población ubicada en sus faldas, que se conoció por Sojano («bajo el monte de Jano») durante muchos años. Con el paso del tiempo y debido a los cambios lingüísticos, surgió la grafía «Sohano», que finalmente adoptó la forma actual por la que hoy le conocemos, Soano.
- Datos: Q6022432